# Medelby
Medelby település Németországban, Schleswig-Holstein tartományban. Lakosainak száma 1096 fő (2023. december 31.). Medelby Jardelund és Osterby (Kreis Schleswig-Flensburg) községekkel határos.

## Népesség
A település népességének változása:
| Lakosok száma | 613  | 895  | 958  | 954  | 1000 | 1065 | 1096 |
|               | 1975 | 2014 | 2017 | 2019 | 2021 | 2022 | 2023 |